# 張瓚 (正統進士)
張瓚（1427年—1481年），字宗器，湖廣德安府孝感縣（今湖北省孝感市）人。明朝政治人物。

## 生平
正統十三年（1448年）戊辰科進士。次年授工部虞衡司主事。升工部郎中。天顺四年（1460年），出任山西太原府知府；后调寧波府知府。
成化改元，逮捕市舶太監福住。经大臣推薦，成化二年（1466年），升任廣東參政，轉浙江左布政使。成化十年（1474年），以都察院右副都御史頭銜巡撫四川，率兵討伐平定當地苗族叛變。成化十二年，命兼督松茂、安綿、建昌軍務，期間改革兵制、修改橋樑交通，使得供給無阻。成化十四年，攻佔各地苗寨，并招降各地。成化十四年，拜為戶部左侍郎。成化十五年，啟用左副都御史，總督漕運，并兼巡撫江北等地。成化十八年，請求賑災，并發銀五萬兩，同年卒於任。